# Viz (tijdschrift)
Viz is een Brits satirisch maandblad, in 1979 opgericht door Chris Donald, met redactie gevestigd in Whitley Bay. In 2012 had het een oplage van iets meer dan 57.000; in 1991 bedroeg de circulatie echter meer dan een miljoen, waardoor het een van de bestverkopende tijdschriften van het Verenigd Koninkrijk was.
Viz is een stripblad voor volwassenen en specialiseert zich in seksueel getinte, gewelddadige en anderszins politiek incorrecte humor. Het tijdschrift bevat hoofdzakelijk stripverhalen (zowel terugkerend als eenmalig), parodieën op andere stripgenres, nutteloze tips, nepreclame en humoristische lezersbrieven, waarvan een deel door de redactie verzonnen is. Een begeleidende publicatie is Hail Sweary, een compendium van nieuwe krachttermen en blasfemische uitdrukkingen, die ook door lezers ingezonden worden. Meerdere stripverhalen zijn in Noord-Engelse dialecten geschreven, in het bijzonder Geordie; het blad bevat vele culturele referenties aan de streek van Newcastle upon Tyne, Durham en Yorkshire. De locatie van de meeste strips is de fictieve plaats Fulchester, die model staat voor de gemiddelde stad in Noordoost-Engeland. Er worden echter ook geregeld Cockneys op de korrel genomen. Elk jaar wordt een boek met de beste Viz-strips van het voorbije jaar uitgebracht.

## Geschiedenis
Chris Donald creëerde Viz in december 1979 in zijn slaapkamer; de eerste editie bevatte 12 gefotokopieerde pagina’s. De naam heeft geen speciale betekenis, maar was gewoon een eenvoudig te onthouden woord: viz., afkomstig van het Latijnse videlicet, wordt in het Engels als afkorting voor „namelijk” gebruikt. De eerste paar jaren circuleerde het blad hoofdzakelijk in Noord-Engeland; de eerste distributeur was echter het punkplatenlabel Falling A Records uit Essex. Naarmate de populariteit van het tijdschrift groeide, verhuisde de redactie naar een kantoor in Jesmond. Gedurende het grootste deel van de jaren 80 bestond de kern van Viz uit Chris Donald en de freelancers Simon Thorpe en Graham Dury. In 1985 tekenden zij een contract met Virgin Books voor de tweemaandelijkse publicatie van het tijdschrift in het gehele Verenigd Koninkrijk. In 1987 werd de circulatie door John Brown Publishing overgenomen. Tegen 1989 overschreed de oplage één miljoen exemplaren en in 1991 werden er 1,1 miljoen verkocht. Het recordcijfer van de vroege jaren 90 is sedertdien niet meer geëvenaard.
In 2001 bedroeg de oplage ongeveer 200.000 exemplaren; Chris Donald had inmiddels het hoofdredacteurschap achterwege gelaten. Viz werd aan het bedrijf I Feel Good (IFG) verkocht en verscheen van toen af aan tienmaal per jaar. Het tijdschrift werd in 2003 opnieuw verkocht, ditmaal aan Dennis Publishing, het bedrijf van mediamagnaat en dichter Felix Dennis.

## Inhoud
Viz heeft enkele vaste rubrieken, waaronder Top Tips, met nutteloos advies, en Letterbocks, waarin humoristische brieven en foto’s van lezers worden opgenomen; naar verluidt, ontvangt de inzender van de beste brief £ 5. Vele strips zijn eenmalige persiflages, bijvoorbeeld op cowboyverhalen, stationsromannetjes of strips over de Tweede Wereldoorlog, waarbij het onderwerp zodanig wordt aangepast dat het een obsceen karakter krijgt. Somtijds steken de strips de draak met reële personen, zoals Katie Hopkins, de aartsbisschop van Canterbury, David Cameron of Richard Dawkins. Ook God en Satan worden geregeld belachelijk gemaakt. Daarnaast zijn er ook vaste strippersonages.
Roger Mellie, the man on the tellyRoger Mellie is een televisiepresentator die voortdurend ‘fucking’, ‘shit’, ‘bollocks’ en dies meer zegt. Hij draagt steeds een gestreept pak, is kettingroker en werkt onder andere voor Fulchester Television, de BBC en Channel 4. Wanneer de programmadirecteur, Tom, hem vraagt een gastoptreden in een of andere quiz of een wetenschappelijk programma te verzorgen, gaat hij meestal op de vuist met andere deelnemers of presenteert hij zodanig ongepast dat het programma afgevoerd wordt. Elk nummer van Viz bevat een greep uit Roger’s Profanisaurus, „Groot-Brittanniës favoriete woordenboek van vuiligheid en krachttermen”. Van Roger Mellie werd in 1991 een tekenfilmserie van vier afleveringen voor Channel 4 gemaakt, waarbij de stem van Roger door Peter Cook werd ingesproken, de andere stemmen door Harry Enfield. Wanneer hij het nieuws voorleest, opent hij steevast met „Hello, good evening and bollocks.”
Finbarr Saunders and his double entendresFinbarr Saunders is de spastische zoon van Mrs Saunders, die uitsluitend nonsenswoorden uitbrengt („fnarr, k-yak, bromp” e.d.). Deze strip draait om de dubbelzinnige conversaties die Mrs Saunders met haar buurman, Fontwell Gimlet, voert. Hun alledaagse conversaties zijn doorspekt met seksuele toespelingen, waarop Finbarr met zijn nietszeggende uitroepen reageert. Geregeld blijkt dat Mrs Saunders eigenlijk niets anders dan seks met Gimlet wil.
Biffa BaconBiffa Bacon is een gewelddadige jongere uit Newcastle, die het liefst anderen in elkaar slaat. Zijn moeder haat hem en slaat hem dan ook weleens in elkaar.
Victorian DadVictorian Dad is een heer met hoge hoed en rokkostuum, die in plechtige volzinnen spreekt en in wezen in de 19de eeuw leeft, ofschoon zijn vrouw en kinderen uit de moderne tijd komen. Hij vermaant zijn zoon, die informatietechnologie studeert, geregeld om diens onwetendheid omtrent botanische tuinen en zoöpraxiscopen en is diepreligieus en conservatief. De strip eindigt gewoonlijk met masturbatie, omdat hij door iets zondigs opgewonden wordt.
The Fat SlagsDe „vette sletten” Sandra en Tracey wonen in Shit Street, Newcastle, maar spreken met accenten uit Nottingham. Ze vullen hun dagen met drinken en orgieën en hebben steeds een sigaret in de mond. Allebei dragen ze jurkjes die hun borsten maar half bedekken. Ze hebben een grote hekel aan het energiedrankje Lucozade, waarvoor ze in een reclamespot optraden. Van The Fat Slags werd in 1992 en 1994 een reeks animatiefilmpjes gemaakt. In 2004 werd daarnaast een speelfilm over de vette sletten gemaakt, met onder anderen Geri Halliwell, Naomi Campbell en Angus Deayton; de redactie van Viz was hier evenwel niet bij betrokken en dreigde ermee de strip voorgoed uit het tijdschrift te schrappen. Door de critici werd deze film buitengewoon slecht onthaald.
Real Ale TwatsDeze leden van de Campaign for Real Ale bezoeken pubs in het hele land om traditionele streekbieren te degusteren. Ze spreken in archaïsche cliché-uitdrukkingen, stinken en hebben een verwaarloosd uiterlijk. Ze ergeren zich mateloos aan alles wat niet in de traditie van Merry Old England past.
Drunken BakersTwee alcoholistische bakkers die aan lager wal geraakt zijn. Hun bakkerij is smerig en ze verkopen geen enkele taart meer. Ze vullen hun dagen met zuipen en overgeven.
Sid the SexistSidney Smutt is een macho die er uitsluitend op uit is, vrouwen te versieren. Hij heeft stereotiepe denkbeelden over de maatschappelijke rol en de persoonlijkheid van vrouwen, maar elke keer opnieuw belandt hij in situaties die zeer gênant voor hem zijn, bijvoorbeeld omdat een vrouw ergens beter in is dan hij. Hij praat constant over seks, en zijn vrienden weten niet dat hij eigenlijk nog maagd is. Ook van Sid the Sexist is een tekenfilmserie gemaakt, in plat Geordie.
Millie TantMillie Tant is een fundamentalistische feministe, die mannen haat en voortdurend vergezochte woorden schreeuwt die op -isme eindigen. Ze is zwaarlijvig, lesbisch en lelijk. In haar oorlog tegen het patriarchaat wordt ze geregeld in verlegenheid gebracht.
RafflesDeze figuur is gebaseerd op A. J. Raffles, de gentleman-dief van E. W. Hornung. De verhalen spelen zich in Victoriaans Engeland af. Raffles is een crimineel met een extreem vergezochte woordenschat. Hij pleegt vaak zedenmisdrijven.
Terry FuckwittTerry Fuckwitt is een absurde strip rond een buitengewoon dom personage, waarin uitdrukkingen en metaforen letterlijk opgevat worden.
Mrs Brady, old ladyMrs Brady jammert voortdurend over haar medische problemen, zoals puisten en aambeien. Ze is niet mee met haar tijd, doet voortdurend haar beklag over de moderne wereld en brengt de tijd door bij de kapper, op kaartpartijtjes en in theekransjes met haar vriendin. De strip draait vooral om haar gênante uitspraken.
Pathetic SharksEen groep haaien die zich enorm kinderachtig gedragen. Ze zijn antropomorf, maar houden zich uitsluitend bezig met pietluttige en betweterige discussies. Wanneer ze op het land vertoeven, komen ze gewoonlijk uit een rioolputje tevoorschijn. Ze mengen zich onder mensen, maar hun gedrag is zodanig irritant, dat meestal na enkele minuten iemand uitroept: „These sharks are crap!”
Buster Gonad and his unfeasibly large testiclesBuster Gonad lijdt aan macro-orchidisme: hij sleept overal zijn gigantische testikels met zich mee, die hij soms moet vermommen.
Foul-Mouthed Super-Obese Mobility Scooter WomanEen zwaarlijvige, werkloze vrouw uit Newcastle die zich in een gestolen scootmobiel verplaatst. Ze leeft van uitkeringen waarop ze geen recht heeft: ze ontvangt kinderbijslag maar heeft geen kinderen en trekt het pensioen van haar reeds jaren overleden moeder. Ze wordt geregeld door het JobCentre plus opgeroepen voor een evaluatie van haar arbeidsongeschiktheid. Samen met haar twee vrienden brengt ze de tijd door met cider drinken en sigaretten roken. Haar taalgebruik is extreem grof.
8 AceOctavius Ace dankt zijn bijnaam aan zijn gewoonte om acht blikken Ace te drinken, een pilsmerk uit Gateshead. Hij verdrinkt al zijn geld en braakt op ongepaste plaatsen. Hij is een zware alcoholist en spreekt plat Geordie.
Big VernEen Londense gangster, die Cockney spreekt. Deze strip draait om Vern die een uitdrukking verkeerd begrijpt, denkt dat de politie hem op de hielen zit en onmiddellijk naar zijn geweer grijpt, waarmee hij erop los schiet. Aan het eind van iedere strip schiet hij zijn eigen hersenen eruit.
Mr LogicLaurence Logic is niet in staat figuurlijk te denken. Wanneer iemand zijn hulp inroept, bijvoorbeeld om een drenkeling te redden of iemand van een giftige slang te redden, reageert hij met pedante verbeteringen, die weliswaar wetenschappelijk correct zijn, maar ertoe leiden dat het slachtoffer sterft. Mr Logic slaagt er bijvoorbeeld niet in een postpakket te versturen wanneer de postbeambte hem vraagt of er iets radioactiefs in zit: strikt genomen zijn namelijk alle voorwerpen in zeer geringe mate radioactief.
George BestialDe slecht verzorgde George Bestial, wiens naam een woordspeling op George Best is, gaat steevast op zoek naar dieren om er zijn zoöfiele lust op bot te vieren. Meestal bijten ze hem.
Gilbert RatchetDeze strip is een parodie op stripverhalen over geniale jongetjes die revolutionaire uitvindingen doen. Gilbert lost in zijn dorp en op school uiteenlopende problemen op door excentrieke machines en robots te bouwen, die het probleem in kwestie op zeer gewelddadige wijze verhelpen, bijvoorbeeld door de ogen van de schooldirecteur uit te rukken en ze als lenzen voor de machine te gebruiken. De strip eindigt geregeld met een vergezochte woordspeling, waaruit blijkt dat Gilbert de oorspronkelijke opzet verkeerd begrepen heeft.
TinribsEen variatie op Gilbert Ratchet. Tinribs is de robot van het 11-jarige jongetje Tommy Taylor. Met de hulp van Tinribs helpt Tommy zijn school om wedstrijden te winnen of de school anderszins uit de nood te helpen. Vaak maakt hij hierbij gebruik van de genitaliën van de schooldirecteur.
Cockney WankerEen opportunistische zwendelaar uit Londen. In zijn tekstballonnen wordt de stereotiepe zuidoostelijke uitspraak van het Engels gepersifleerd.
Wee Radge Joe. He just won’t let it go!Deze strip is het Schots geschreven. Joe ist een opvliegende man uit Zuid-Schotland, die allerlei onrecht wordt aangedaan. Hij reageert er dermate haatdragend op, dat hij somtijds veertig jaar later nog steeds wraak tracht te nemen.
Major MisunderstandingEen legermajoor van de oude stempel, die continu zijn beklag over jonge mensen en moderne gewoonten doet. In elke strip begrijpt hij iets verkeerd en ontsteekt vervolgens in een verontwaardigde tirade.
Billy the FishEen parodie op voetbalstrips. Billy is de stervoetballer van Fulchester United en bestaat half uit vis en half uit voetballer. Hij gaat zich te buiten aan corruptie, seksschandalen en onbetamelijkheden op het veld.
Aldridge Prior. Pathological LiarEen fantast die surrealistische dingen beweert. Zijn omgeving wordt steevast door hem om de tuin geleid, ofschoon zijn beweringen pertinent absurd zijn.
Johnny FartpantsDeze petomaan heeft de speciale gave om met zijn veesten onweders op te wekken.
Nobby’s PilesEen woordspeling op voetballer Nobby Stiles. Norbert lijdt aan verschrikkelijke aambeien. In elke strip gebeurt iets onfortuinlijks met zijn achterwerk.

### Columns en reportages
De zogenaamde ‘reportages’ in Viz bestaan gewoonlijk uit absurde onderzoeken van fictieve journalisten, bijvoorbeeld undercover-verslagen over de accommodatie op Britse vuilnisbelten, of belastingontduiking in het dogging-milieu. Deze verschijnen meestal in de rubriek ‘Take a Shit’. Journalist Tony Parsehole schrijft incoherente columns waarvan heel duidelijk is dat ze als nietszeggende bladvulling zijn bedoeld. Zijn naam is een verwijzing naar Tony Parsons.
In de stijl van de sensatiepers worden absurde verslagen gepubliceerd van oude mannen die zogenaamd seks met beroemdheden hebben gehad. In reclameadvertenties wordt waardeloze kitsch tegen woekerprijzen aangeboden.

## Klachten
Na de publicatie van een strip getiteld The Thieving Gypsy Bastards diende een Roma-man een klacht tegen het tijdschrift in. Deze strip leidde eveneens tot een vermaning door de Verenigde Naties. De persoon die de klacht had ingediend, werd evenwel schuldig bevonden aan heling.
Om redenen van auteursrecht was Viz verplicht, het personage Kappa Slappa, een promiscue puber die kleding van het merk Kappa droeg, te hermoemen in Tasha Slappa. Ook de figuur Wanker Watson, die geïnspireerd was op de kinderstrip Winker Watson, leidde tot gerechtelijke vervolging door de eigenaars van het oorspronkelijke personage, uitgeverij D. C. Thomson & Co..